# Okres Bratislava II
Okres Bratislava II (maďarsky: Pozsony II. kerület) je jeden z okresů Slovenska. Leží v Bratislavském kraji a nachází se ve východní části města. Svou velikostí je třetím největším okresem a počtem obyvatel druhým největším okresem Bratislavy. Sousedí jen s okresem Senec a s dalšími okresy Bratislavy.
Leží na levém břehu řeky Dunaje a zahrnuje tři městské části Ružinov, Vrakuňa a Podunajské Biskupice, přičemž Ružinov tvoří se svými 70 000 obyvateli více než polovinu celého obyvatelstva okresu.

## Administrativní členění
- Města: Bratislava
- Městské části: Podunajské Biskupice, Ružinov, Vrakuňa